# Peter Scheibert
Peter Scheibert (geboren 3. Mai 1915 in Groß-Lichterfelde; gestorben 31. März 1995 in Berlin) war ein deutscher Osteuropahistoriker, der von 1959 bis zu seiner Emeritierung 1980 als Professor für Osteuropäische Geschichte an der Universität Marburg lehrte. Als SS-Untersturmführer war er beteiligt an dem vom Reichssicherheitshauptamt organisierten NS-Kunst- und Archivgutraub in den von Deutschland besetzten Gebieten.

## Leben
Peter Scheibert war ein Sohn des preußischen Generalstabsoffiziers und Militärschriftstellers Friedrich Wilhelm Scheibert und der Johanne Prinz. Von einem Onkel hatte er in Ostpreußen ein Gut geerbt. Nach dem Besuch des Realgymnasiums Lichterfelde studierte er ab 1933 an den Universitäten Berlin, Breslau und Königsberg Geschichte, Kunstgeschichte, Slawistik und Philosophie. Einer seiner Hochschullehrer in Königsberg war der Exilrusse Nikolaus von Arseniew. Scheibert wurde Mitglied der SA, und am 1. Mai 1937 trat er der NSDAP bei. Seine Mitgliedsnummer war 4.826.999.
Er unternahm Studienreisen in Nord- und Osteuropa, 1936 in die Pripjetsümpfe, 1938 hatte er einen Studienaufenthalt an der Universität Helsinki und promovierte im Juli 1939 in Berlin über ein Thema der finnischen Geschichte. Scheibert platzierte drei Beiträge in der nationalsozialistischen Zeitschrift Jomsburg – Völker und Staaten im Osten und Norden Europas. Nach Feststellung seiner späteren Schülerin Inge Auerbach habe Scheibert sich in seinen Lehrveranstaltungen nach dem Krieg einer neutralen Sprache bedient und nur gelegentlich aus der NS-Sprache rassistische Begriffe wie Verpolung und Umvolkung benutzt.

## Aktenraub und völkischer Wissenschaftler mit NS-Profil
Nach Beginn des Zweiten Weltkrieges wurde er im November 1939 als wissenschaftlicher Hilfsarbeiter beim Auswärtigen Amt eingestellt und arbeitete mit am deutschen Weißbuch zum Kriegsausbruch 1939. Nach dem deutschen Überfall auf die Niederlande 1940 wurde er zeitweilig bei der Auswertung der dort erbeuteten politischen Akten eingesetzt. Beim Unternehmen Barbarossa im Juli 1941 wurde er im Auswärtigen Amt dem Sonderkommando Künsberg zugeordnet, das den Akten- und Kunstraub in den von Deutschland besetzten Ländern organisierte, Scheibert selbst war in Belarus und Wilna eingesetzt. Am 15. Juli 1941 flog Künsbergs Privatpilot Münter einen Teil des „Einsatzkommandos Hamburg“ von „Adlerhorst“ nach Kaunas, Scheibert stieg in Königsberg zu. Politischer und militärischer Leiter des Einsatzkommandos war SS-Hauptsturmführer Hellmut Haubold. Scheibert war Leiter des Arbeitsstabes Archivkommission, der für die Beschaffung von Dokumenten und der Ausplünderung von Bibliotheken zuständig war und nebenbei einer der Dolmetscher. Am 3. August 1942 wurde Scheibert als Mitglied und Sachbearbeiter Politik im „Einsatzkommando Süd B (Wolga)“ in Marsch gesetzt, die Gruppe beschlagnahmte in Stalingrad und Kalatsch unter Artilleriebeschuss hauptsächlich wirtschaftliche und landeskundliche Bücher solange, bis ihnen durch General v. Loenig am 14. Oktober ausdrücklich das Betreten der Stadt Stalingrad verboten wurde. Ab dem 14. Oktober führten Schreiber und der Sachbearbeiter Landeskunde SS-Obersturmführer Alfred Karasek eine Erkundungsfahrt in die Kalmückensteppe durch, doch diese Fundmöglichkeit war durch Heinrich von zur Mühlen bereits erschöpft. Dieser urteilte in der Zeit über Scheibert, dass dieser „weder für einen Nationalsozialisten, noch als SS-Führer geeignet“ ist.
Wegen des Widerstandes des Auswärtigen Amtes, mit den Raubzügen des Künsberg-Sonderkommandos in Museen, Galerien und Bibliotheken zu direkt in Verbindung gebracht zu werden, wurden die Einheiten im April 1942 dem „Bataillon der Waffen-SS z. b. V.“ zugeordnet. Spätestens zum ersten Einsatz dieses Kommandos trug er den Rang eines SS-Untersturmführers. Dementsprechend muss er etwa zu diesem Zeitpunkt einen Antrag auf Mitgliedschaft in der SS gestellt haben. Ab August 1943 wurde er im Reichssicherheitshauptamt, Amt VI, in der Abteilung G „Wissenschaftlich-methodischer Nachrichtendienst“ und in der „Kulturabteilung“ tätig. Dieses Amt war ausschließlich SD-Angehörigen vorbehalten. Über seine SD-Zugehörigkeit ist bekannt, dass er Ende 1943 beim SD-Hauptamt personell geführt wurde. Ab Dezember 1943 war er hauptamtlicher Mitarbeiter in dem von der SS geführten, aber eigentlich zum Sicherheitsdienst der NSDAP gehörenden Wannsee-Institut. Dieses Institut trug diese Tarnbezeichnung, um sich mit einem „wissenschaftlichen Mantel“ zu umgeben, realisierte jedoch vordergründig geheimdienstliche Tätigkeiten. Weiterhin war er im Auftrag des RSHA bis April 1944 in Rom und Fasano. Sein „Sonderauftrag zur Sicherung von Kunstschätzen“ leitete den Raub italienischer Kunstgütern unter der Tarnung einer „notwendigen Sicherung“ ein, die teilweise aus Mittelitalien in den Alpenraum und auch weiter nach Deutschland transportiert wurden. Ab Juli 1944 war Scheibert in dem vom Deutschen Reich seit März 1944 kontrollierten Königreich Ungarn in der Budapester Gesandtschaft bei Edmund Veesenmayer tätig und wurde im Oktober 1944 in das Frontgeschehen nach Kaschau abgeordnet, wo er Kriegs-Propagandaschriften für die ruthenische Bevölkerung Transkarpatiens verfassen sollte. Das Kriegsende erlebte er in der „Dienststelle Gesandter Altenburg“ in Wien und in der nach Szombathely verlegten Budapester Botschaft.

## Suche nach neuer Betätigung nach 1945
Einem Entnazifizierungsverfahren musste sich Scheibert nach 1945 unterziehen. Dabei gab es drei Ausschussentscheidungen zur Entnazifizierung Scheiberts, von denen ihn die ersten beiden als ‚Mitläufer‘ und die letzte dann 1950, in die Kategorie V. als ‚unbelastet‘ einstufte. In der Zeit unmittelbar nach Kriegsende war er zeitweise Mitinhaber einer Speditionsfirma und übte eine Tätigkeit als Religionslehrer in Uslar aus.

## Wieder in Wissenschaft und Lehre
Scheibert wurde 1949/50 bei der Notgemeinschaft der deutschen Wissenschaft für das Bibliothekswesen tätig, habilitierte 1955 an der Universität Köln mit einer Schrift zur Geschichte der russischen revolutionären Ideologien 1840-1895 („Von Bakunin zu Lenin“) und erhielt die Venia Legendi im Fach Osteuropäische Geschichte. Nach einer Zeit als Privatdozent in Köln war er als Nachfolger Georg von Rauchs ab 1959 außerordentlicher, ab 1961 ordentlicher Professor für Osteuropäische Geschichte an der Universität Marburg. Dort leitete eine Zeit lang auch das Akademische Auslandsamt. 1964 war er Mitherausgeber der Festschrift für Percy Ernst Schramm, der ihn nach dem Krieg in Göttingen aufgenommen hatte, dessen Sohn Gottfried Schramm war Scheiberts Assistent in Marburg und habilitierte sich 1964 bei ihm. Scheibert förderte unter anderen auch die wissenschaftlichen Arbeiten von Andreas Hillgruber, Bernd Martin, Dietrich Grille und Egbert Jahn. Scheibert, gehörte seit 1965 dem Vorstand des ebenfalls in Marburg ansässigen Herder-Instituts an. Im Herbst 1965 wurde er zum Direktor des Seminars für Osteuropäische Geschichte ernannt. Nachdem er 1966/67 ein Forschungssemester genommen hatte, war er aus Gesundheitsgründen beurlaubt. In der Folge der Hochschulreformen der Jahre ab 1968 war Scheibert ein Vertreter der konservativ agierenden Professorenschaft, war in Marburg und Hessen mit Ernst Nolte einer der bewegenden Akteure des Bundes Freiheit der Wissenschaft und strengte mehrfach Verwaltungsgerichtsprozesse gegen den eigenen Fachbereich an. 1980 wurde er emeritiert.
Scheibert war als Gastprofessor 1963 an die Indiana University Bloomington, 1972/73 an das Russian Institute der Columbia University in New York City, 1975/76 an das Woodrow Wilson International Center for Scholars in Washington, D. C. und nach seiner Emeritierung in Marburg noch 1981 an die University of California eingeladen. 1987 zog er von Marburg zurück nach Berlin.

## Rezension
Scheibert hatte seinen Entschluss, der SS 1942 beizutreten, dem acht Jahre jüngeren Nicolaus Sombart damit schmackhaft machen wollen, dass es „in den hohen Rängen hochintelligente und kultivierte Leute gäbe, die bewußt auf die Bildung einer europäischen Elite hinarbeiteten, eine Art neuer Adel, die Aristokratie der Zukunft. Den vulgären Nationalsozialismus verachteten sie.“, Scheiberts angebliche Affinität zu nationalsozialistischem Gedankengut, zu Männerbundphantasmen wurde von seinen akademischen Schülern als Sombarts „eigenartiges Porträt“ in einer Fußnote behandelt. Scheiberts Tätigkeit im Künsberg-Kommando und im RSHA wurde als „Kunstrettung“ bezeichnet, sein „Amtsauftrag“ wurde von ihnen bislang nicht näher hinterfragt.

## Schriften (Auswahl)
- Lenin an der Macht. Das russische Volk in der Revolution 1918–1922. Verlag Acta humaniora, Weinheim 1984, ISBN 3-527-17503-2.
- Die russische Agrareform von 1861. Ihre Probleme und der Stand ihrer Erforschung (= Beiträge zur Geschichte Osteuropas. Band 10). Verlag Böhlau, Köln/Wien 1973.
- Das Petrinische Kaiserreich. In: Rußland (= Fischer Weltgeschichte. Band 31). Hrsg. u. verfasst zus. mit Carsten Goehrke, Manfred Hellmann u. Richard Lorenz. Fischer Taschenbuch Verlag, Frankfurt am Main 1973, S. 175–270.
- (Hrsg.) Die russischen politischen Parteien von 1905 bis 1917. Ein Dokumentationsband. Wissenschaftliche Buchgesellschaft, Darmstadt 1972.
- Von Bakunin zu Lenin. Geschichte der russischen revolutionären Ideologien, 1840–1895 (= Studien zur Geschichte Osteuropas. III/1). Band 1: Die Formung des radikalen Denkens in der Auseinandersetzung mit deutschem Idealismus und französischem Bürgertum. E. J. Brill, Leiden 1956, OCLC 86141124.
- mit Bernhard Sticker: Die Notlage der deutschen wissenschaftlichen Zeitschriften. Deutsche Forschungsgemeinschaft, Bad Godesberg 1952, DNB 454884338.
- Volk und Staat in Finnland in der ersten Hälfte des vorigen Jahrhunderts. Plischke, Breslau 1941 (zugleich: phil. Dissertation, Berlin 1941).
- Zur politischen Entwicklung des Weißruthenentums. S. Hirzel Verlag, Leipzig 1940.